# Cisi ludzie
Cisi ludzie (ang. Shy People) – amerykański film dramatyczny z 1987 roku w reżyserii Andrieja Konczałowskiego.
Światowa premiera filmu miała miejsce w maju 1987 roku.

## Obsada
- Jill Clayburgh jako Diana Sullivan
- Barbara Hershey jako Ruth
- Martha Plimpton jako Grace
- Merritt Butrick jako Mike
- John Philbin jako Tommy
- Don Swayze jako Mark
- Pruitt Taylor Vince jako Paul
- Mare Winningham jako Candy

## Fabuła
Nowojorska dziennikarka Diana Sullivan postanawia napisać artykuł o swoich korzeniach genealogicznych. W tym celu wyjeżdża na bagna Luizjany, gdzie mieszka brat jej dziadka. Diana bierze ze sobą 16-letnią córkę Grace, mającą problemy z narkotykami.

## Nagrody i nominacje

### 1987
- 40. MFF w Cannes: 
  - nagroda dla najlepszej aktorki (Barbara Hershey)[2]
  - nominacja do Złotej Palmy

### 1988
- Independent Spirit Awards:
  - nominacja w kategorii najlepsza aktorka drugoplanowa (Martha Plimpton)